# Radomirovac
Radomirovac (cyr. Радомировац) – wieś w Bośni i Hercegowinie, w Republice Serbskiej, w gminie Novi Grad. W 2013 roku liczyła 419 mieszkańców.